# Margaret Roper
Margaret Roper (Londen, 10 juli 1505 – 1544) was de oudste dochter van Thomas More en echtgenote van William Roper. Ze bestudeerde schrijvers uit de klassieke oudheid, was filosofe, correspondeerde met Erasmus en vertaalde zijn werk in het Engels.

## Leven
Margaret werd op 10 juli 1505 in Londen geboren als oudste van de vier kinderen van het gezin More. Toen ze pas zes jaar was, stierf haar moeder en vlak daarop huwde haar vader een weduwe die de zorg voor zijn kinderen op zich nam. Margaret werd in haar jeugd omgeven door boeken over klassieke literatuur en filosofie en toonde zich een ijverige studente. Ook de contacten die haar vader had met politici en humanistische schrijvers zullen een sterke invloed hebben gehad op de jonge vrouw.
Op 24-jarige leeftijd huwde ze met William Roper. Samen zouden ze vijf kinderen krijgen.
Toen haar vader Thomas More op beschuldiging van verraad was gevangengezet in de Tower of London, ging ze hem vaak opzoeken in zijn cel, samen met haar echtgenoot. Nadat More in 1535 onthoofd was omdat hij weigerde de reformatie goed te keuren en koning Hendrik VIII van Engeland in te zegenen als hoofd van de Anglicaanse Kerk, werd zijn hoofd een maand lang op een piek aan London Bridge tentoongesteld. Margaret slaagde erin om de man om te kopen die het na afloop van die periode in de Theems moest gooien en conserveerde het hoofd met behulp van pekel en kruiden. Wat ze deed was illegaal, maar de rechters bewonderden haar moed en integriteit en ze werd niet veroordeeld.
Na Thomas More's executie werd zijn familie uit hun huis in Chelsea verdreven en Margaret werd zelfs korte tijd opgesloten. Ook na de dood van haar vader bleef Margaret deel uitmaken van het humanistische netwerk rond Erasmus en kan zo beschouwd worden als een van de voorlopers van het feminisme.
Margaret hield het hoofd van haar vader in haar bezit tot aan haar eigen dood in 1544. Ze was toen 39 jaar en had haar vader slechts negen jaar overleefd. In haar laatste wilsbeschikking vroeg ze om het hoofd van haar vader samen met haar te begraven in de Roper vault in Canterbury.

## Werk
Ze publiceerde in 1523 een vertaling van een werk van Erasmus, Precatio Dominica: A Devout Treatise upon the Paternoster. In een brief aan haar vader vermeldt ze ook haar gedichten, maar daar zijn er geen van overgebleven.

## Invloed
- In Robert Bolts beroemde toneelstuk A Man for All Seasons treden Margaret en Roper op als belangrijke personages.
- In de film A Man for All Seasons uit 1966 werd ze gespeeld door Susannah York.

## Verder lezen
- John Guy, A Daughter's Love: Margaret Roper and Thomas More. HarperCollins, 2008
- Lee Cullen Khanna (ed.), Early Tudor Translators - Margaret Beaufort, Margaret More Roper and Mary Basset. Ashgate, 2001
- E.E. Reynolds,  Margaret Roper: Eldest Daughter of St. Thomas More. Kennedy & Sons, 1960